# Ямасина Такэхико
Принц Такэхико из линии Ямасина (яп. 山階宮 武彦王 Ямасина-но-мия Такэхико:,  13 февраля 1898, Токио — 10 августа 1987, Фудзисава) — 3-й глава дома Ямасина-но-мия (1908—1947), представитель одной из младших ветвей японской императорской фамилии. Его прозвище — «Летающий принц».

## Ранняя жизнь
Родился в Токио. Старший сын принца Ямасины Кикумаро (1873—1908), 2-го главы дома Ямасина-но-мия (1898—1908), от первого брака с Кудзё Норико. 2 мая 1908 года после смерти своего отца Ямасина Такэхико стал 3-м главой дома Ямасина-но-мия.

## Военная карьера
В 1918 году принц Ямасина Такэхико закончил 46-й класс Военной академии Императорского флота Японии, заняв первое место в своём классе среди 126 курсантов. Он служил мичманом на линейном крейсере Кирисима. После окончания школы военно-морской артиллерии и боевых торпед он поступил в Бюро военно-морской авиации Японии в звании младшего лейтенанта в 1921 году. Принц Ямасина был энтузиастом военно-морской авиации и помог создать отдельный авиационный институт, авиационное училище Микуни. Он дослужился до чина лейтенанта и был прикомандирован к Генеральному штабу Императорского флота Японии. В 1927 году принц Ямасина из-за ухудшения здоровья (он якобы перенес нервный срыв) был отстранен от активной службы. В 1929 году он получил чин лейтенант-коммандера и был включен в резерв. В 1932 году принц Ямасина Такэхико удалился от общественной жизни.
14 октября 1947 года после реформы американских оккупационных властей принц Ямасина Такэхико, как и другие члены боковых линий императорской семьи, утратил статус члена императорского дома.

## Брак и семья
В 1922 году принц Ямасина Такэхико женился на принцессе Кая Сакико (1903—1923), дочери принца Кая Кунинори (1867—1909). Принцесса Сакико погибла 1 сентября 1923 года в своём доме в Юигахаме (Камакура) во время Великого землетрясения Канто. Дом обрушился, убив принцессу и её нерожденного ребёнка по имени принц Ямасина Таха. Смерть жены сильно отразилась на принце Ямасине, он страдал от тяжелой депрессии в течение многих лет. Он больше не женился и не имел потомства.
10 августа 1987 года 89-летний бывший принц Ямасина Такэхико скончался в Фудзисаве. После его смерти прервалась боковая линия Ямасина-но-мия.